# Epilobium glabellum
Epilobium glabellum là một loài thực vật có hoa trong họ Anh thảo chiều. Loài này được G.Forst. mô tả khoa học đầu tiên năm 1786.